# Venus chevreuxi
Venus chevreuxi is een tweekleppigensoort uit de familie van de Veneridae. De wetenschappelijke naam van de soort is voor het eerst geldig gepubliceerd in 1891 door Dautzenberg.